# Lionginas
Lionginas ist ein litauischer männlicher Vorname und Familienname, abgeleitet von Longinus.

## Personen
Vorname:
- Lionginas Abarius (1929–2022), litauischer Musiker, Komponist und Professor
- Lionginas Šepetys (1927–2017), litauischer Politiker, Kultusminister
- Lionginas Virbalas SJ (* 1961), litauischer Ordensgeistlicher, emeritierter Erzbischof von Kaunas

Familienname:
- Jonas Lionginas (* 1956), litauischer Bankmanager und liberaler Politiker